# 1270
1270 (MCCLXX) a fost un an obișnuit al calendarului gregorian.

## Evenimente
- 28 ianuarie: Începe o nouă ofensivă a mamelucilor în Siria.
- 25 august: Ludovic al IX-lea al Franței moare în timpul asediului Tunisului, din cauza unei epidemii.
- 25 septembrie: Orașul Askalon, aparținând cruciaților, este cucerit și distrus de sultanul mamelucilor, Baibars.
- 28 octombrie: Genova trece în puterea ghibelinilor, prin impunerea la putere a familiilor Doria și Spinola.
- 30 octombrie: Încheierea asediului Tunisului și a Cruciadei a opta, prin acordul dintre Carol de Anjou, fratele lui Ludovic al IX-lea al Franței, și sultanul de Tunis. Evenimentul marchează sfârșitul cruciadelor clasice.

### Nedatate
- Înainte de august: Regele Ludovic al IX-lea al Franței lansează Cruciada a opta în tentativa de a recuceri regiunile cruciate din Palestina ocupate de sultanul mameluc Baibars; prima acțiune a cruciaților se îndreaptă asupra orașului Tunis din Africa de nord.
- Este întemeiat statul Kutch, în India.
- Orașul Tabriz din Persia devine capitala Imperiului mongol al Ilhanizilor.
- Tratat de pace între împăratul bizantin Mihail al VIII-lea Paleologul și țarul bulgar Constantin Tich.

## Arte, Știință, Literatură și Filosofie
- Istoricul bizantin Georgios Akropolites scrie lucrarea Istoria.

## Nașteri
- 12 martie: Carol de Valois, fiul regelui Filip al III-lea al Franței (d. ?)
- Cino din Pistoia, poet italian (d. 1336)
- Ma Zhiyuan, poet chinez (d. ?)
- Marsiglio din Padova, om de cultură italian (d. 1342)
- Michele din Cesena, teolog franciscan (d. 1342)
- Paolino Minorita, om politic și episcop catolic (d. 1344)
- Rudolf al II-lea de Habsburg (d. 1290)
- Teodoro I Paleolog, marchiz de Monferrato (d. 1338)
- Theodor Metochites, om de stat și teolog bizantin (d. ?)
- William Wallace, patriot scoțian (d. 1305)

## Decese
- 27 aprilie: Ladislau, arhiepiscop de Salzburg (n. ?)
- 3 mai: Bela al IV-lea, rege al Ungariei (n. 1206).
- 25 august: Ludovic al IX-lea, regele Franței (n. 1214)
- Albertano din Brescia, jurist și literat italian (n. ?)
- David al VII-lea, rege al Georgiei (n. 1215)
- Tannhäuser, poet german (n. 1205)

## Înscăunări
- Filip al III-lea, rege al Franței (1270-1285).
- Ștefan al V-lea, rege al Ungariei (1270-1272).